# Cheiloneurus cinctiventris
Cheiloneurus cinctiventris är en stekelart som först beskrevs av Girault 1929.  Cheiloneurus cinctiventris ingår i släktet Cheiloneurus och familjen sköldlussteklar. Inga underarter finns listade i Catalogue of Life.